# Aphanistes puparum
Aphanistes puparum är en stekelart som först beskrevs av William Harris Ashmead 1890.  Aphanistes puparum ingår i släktet Aphanistes och familjen brokparasitsteklar. Inga underarter finns listade i Catalogue of Life.